# Fossil åkermark

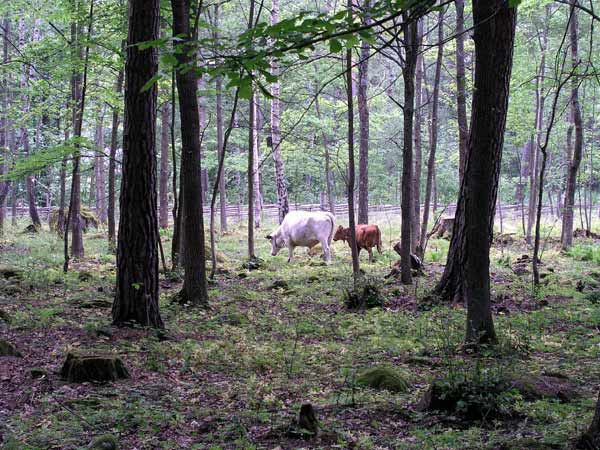
Fornåker i bruk, Valla, Gamla Linköping.

Fossil åker, även fornåker, är en samlande benämning på spår från olika typer av övergivna odlingssystem i Sverige. Definitionsmässigt är det en åkermark som är varaktigt övergiven och formad genom äldre tiders brukningsmetoder. Dessa lämningar är klassade som forn- eller kulturlämningar.

## Fossil åkermark i Sverige
Fossil åkermark representerar de äldsta synliga spåren av odling i Sverige och de kan dateras från bronsåldern och ända in i historisk tid. Röjningsrösen, stensträngar, terrasserade eller ryggade åkrar och så kallade celtic fields (en) är exempel på den typen av lämningar. Den fossila åkermarken ligger insprängd i dagens skogs- och betesmarker och inom den kan det finnas andra typ av lämningar, som förhistoriska gravar, boplatser och hällristningar eller yngre torp- och skogsbrukslämningar. Därför kan fossil åkermark spegla hela fossila kulturlandskap från olika tider. 
På många platser i södra Sverige finns det omfattande områden med en typ av fossil åkermark som kallas röjningsröseområden. Dessa uppkom genom att äldre tiders bönder samlade ihop sten från åkermarken i högar för att underlätta och förbättra odlingen. Dessa så kallade röjningsrösen är ofta fyra till sex meter i diameter och endast några decimeter höga. Röjningsröseområdena kan omfatta flera hektar mark och hundratals röjningsrösen. Storleken beror på att ny mark odlades upp och stenröjdes, medan delar av den gamla lades i träda. Röjningsröseområdenas datering kan skilja sig mellan olika regioner och områdena har ibland också återbrukats och nyröjts i historisk tid.  

## Fotnoter och källor

### Fotnoter
1. ↑  Nationalencyklopedin, på internet, besökt 12 november 2011, uppslagsord: fornåkrar
2. ↑  Olsson Anna-Lena, red (2008). Handledning för inventering och dokumentation av forn- och kulturlämningar för FMIS : exempelsamling. Stockholm: Riksantikvarieämbetet. Libris 11224339. http://www.raa.se/publicerat/varia2008_4.pdf
3. ↑  Welinder, Stig, Pedersen, Ellen Anne & Widgren, Mats, Det svenska jordbrukets historia. [Bd 1], Jordbrukets första femtusen år : [4000 f.Kr.-1000 e.Kr.], 2. [uppl.], Natur och kultur/LT i samarbete med Nordiska museet och Stift. Lagersberg, Stockholm, 2004
4. ↑  Lagerås, Per, Högrell, Lotta, Skoglund, Peter & Torstensdotter Åhlin, Inger (red.), Arkeologi och paleoekologi i sydvästra Småland: tio artiklar från Hamnedaprojektet, 1. [uppl.], Avd. för arkeologiska undersökningar, Riksantikvarieämbetet, Lund, 2000
5. ↑  Alering, Å. 2010. Fossilt landskap i modern tid. Fornlämningsmiljöer i Småländsk skogsmark. Steg 2. Studier av arkeologiska undersökningar i Kronobergs län. Smålands museum rapport 2010:15.